# حنا (جهرم)
حنا روستایی در دهستان جلگاه بخش مرکزی شهرستان جهرم در استان فارس است. این روستا بر اساس سرشماری سال ۱۳۹۵، جمعیتی برابر با ۵۰۶ نفر (۱۵۱ خانوار) داشته‌است.